# Lukačiková
Lukačiková – dolina we wschodniej części Niżnych Tatr na Słowacji. Znajduje się w miejscowości Pohorelá w dolinie Kopanickiego Potoku (Kopanický potok). Zaczyna się na wysokości około 840 m, biegnie w kierunku wschodnim, zakręca na północ i dochodzi do wysokości około 1450 m. Na wysokości około 1150 m znajduje się w niej na Kopanickim Potoku wodospad Vodopád pod Orlovou. Z Pohoreli prowadzi do niego dnem doliny szlak turystyczny, na rozdrożu Na Ohrade dołącza do niego szlak zielony.
Lukačiková jest całkowicie porośnięta lasem

## Szlaki turystyczne
Pohorelá – Lukačiková – Na Ohrade – Vodopád pod Orlovou. Suma podejść 415 m, czas przejścia 1.35 h
  Pohorelá – Skalka – Na Ohrade. Suma podejść 325 m, czas przejścia 1.15 h